# Gammaencefalografia
Gammaencefalografia (GEG) - izotopowa metoda diagnostyczna medycyny nuklearnej służąca do obrazowania ośrodkowego układu nerwowego za pomocą wskaźników promieniotwórczych emitujących pozytony. Anihilacja pozytonów w tkankach powoduje wyzwalanie promieniowania gamma podlegającego rejestrowaniu, tworząc gammaencefalogram. 
Gammaencefalogram stanowi graficzne, dwuwymiarowe przedstawienie natężenia promieniowania gamma zarejestrowanego gammaencefalogramem. Reprezentuje tym samym rozmieszczenie wskaźnika promieniotwórczego podanego pacjentowi, doustnie lub dożylnie. 
Zobrazowanie promieniowania gamma pochodzącego z jednej półkuli mózgu nazywa się asymetrogammagramem. 
Wskaźnikami mogą być:
- albumina osocza ludzkiego znakowana 131J
- nieorganiczny 131J
- rtęciowe związki znakowane
- związki 99Tc
- arsen promieniotwórczy